# Jacques Frantz
Ne pas confondre avec Jacques Frantz, pseudonyme de Serge de Beketch.
Pour les articles homonymes, voir Frantz.
Jacques Frantz est un acteur et directeur artistique français, né le 4 avril 1947 à Dijon (Côte-d'Or) et mort le 17 mars 2021 à Paris 15e.
Homme de théâtre, il est également apparu dans plus d'une trentaine de films et a participé à de nombreuses séries télévisées.
Également célèbre pour ses performances vocales, il est notamment la voix française des comédiens Robert De Niro, Mel Gibson, John Goodman et Nick Nolte dans la majorité de leurs apparitions, ainsi que celle de nombreux personnages d'animation.
Voix off pour la radio et plusieurs documentaires, il s'est également illustré dans la lecture à voix haute de plusieurs livres audio.

## Biographie

### Jeunesse et débuts
Jacques André Pascal Poix naît le 4 avril 1947 à Dijon (Côte-d'Or),. Jacques Frantz commence à pratiquer le théâtre pendant son enfance. Il suit dans un premier temps des études de philosophie avant de rentrer au Conservatoire de Dijon.

### Carrière
Après des études au Conservatoire national supérieur d'art dramatique (promotion 1970), le futur Jacques Frantz entame une carrière théâtrale sous la direction de Robert Hossein, avec lequel il joue Crime et Châtiment (1971, repris en 1975), Les Bas-fonds et La Prison (1972) et Les Brumes de Manchester (1986-1987). Il travaille également avec Étienne Bierry, Paul-Émile Deiber, Stéphan Meldegg, Gildas Bourdet, Stéphan Meldegg, Jacques Weber, Anne-Marie Étienne et Roger Planchon.
Au cinéma, il joue principalement des seconds rôles, souvent de policiers, pour Philippe de Broca (Tendre Poulet), Gérard Oury (La Carapate), Jean-Jacques Annaud (Coup de tête), Francis Veber (Les Compères), Claude Zidi (Les Ripoux), Yves Robert (Le Jumeau), Claude Chabrol (Poulet au vinaigre) ou encore Coline Serreau (La Crise). Il tourne également deux fois avec Lucien Jean-Baptiste dans La Première Étoile (2008) et Dieumerci ! (2016). À la télévision, il tient le rôle principal dans la mini-série Mélissol (1999) de Jean-Pierre Igoux et apparaît notamment dans Schulmeister, l'espion de l'empereur (1972), Les Cinq Dernières Minutes (1987-1988), Commissaire Moulin (1991), Julie Lescaut (1995), Nicolas Le Floch (2013) et Les Petits Meurtres d'Agatha Christie (2018).

### Doublage, création de voix et voix off
Très actif dans le doublage, Jacques Frantz prête sa voix de façon régulière à des grands acteurs américains, tels que Robert De Niro, sur 66 films de 1984 à 2020, ou encore Mel Gibson, John Goodman, Stellan Skarsgård, Steve Martin, Nick Nolte et Kevin McNally. Il double également de manière occasionnelle Tom Berenger et Jeff Bridges. De 2007 à 2018, il prête sa voix à l'iconique Optimus Prime dans la saga Transformers.
Il participe également aux doublages de plusieurs productions Disney et Pixar. Il est ainsi la voix française de Sulli dans Monstres et Cie, de Pacha dans Kuzco, l'empereur mégalo, de John Silver dans La Planète au trésor : Un nouvel univers ou encore celle d'Al McWhiggin dans Toy Story 2,. Il est aussi la voix de Tom Selleck dans la série américaine Blue Bloods de 2011 à 2021, où il est remplacé par Michel Papineschi.
Pour ce qui est des productions françaises, il est notamment la voix d'Obélix dans Astérix et les Vikings et celle de Loup Cinglé dans Tous à l'Ouest.
Il effectue également de nombreuses voix off dans plusieurs documentaires et publicités, radio et télévision. Par ailleurs, il est la principale voix antenne des radios régionales Alouette entre 2004 et 2014 et 100% Radio, sans oublier Fun Radio en 2003 et Nostalgie d'octobre 2013 à mars 2016.

### Vie privée
Jacques Frantz est le père de Marjorie Frantz, actrice et directrice artistique de doublage.

### Mort
Le 17 mars 2021, Jacques Frantz meurt « d'une maladie fulgurante » à l'âge de 73 ans, dans le 15e arrondissement de Paris,,, comme l'annonce sa fille Marjorie en début de soirée. Son corps est incinéré[réf. nécessaire].

## Théâtre
- 1969 : Roméo et Juliette de William Shakespeare, mise en scène Denis Llorca, théâtre de l'Ouest parisien
- 1971 : Crime et Châtiment de Fiodor Dostoïevski, mise en scène Robert Hossein, Reims
- 1971 : La prochaine fois, je vous le chanterai de James Saunders, mise en scène Ed Kohl, théâtre des Nouveautés
- 1972 : Les Bas-fonds de Maxime Gorki, mise en scène Robert Hossein, Reims puis théâtre de l'Odéon
- 1972 : La Prison d'après Georges Simenon, mise en scène Robert Hossein, Reims
- 1972 : Le Poignard masqué d'Auguste Anicet-Bourgeois, mise en scène Jacques Seiler, théâtre Hébertot
- 1975 : Crime et Châtiment de Fiodor Dostoïevski, mise en scène Robert Hossein, théâtre de Paris
- 1982 : Flock de Sylvain Rougerie, mise en scène Étienne Bierry, théâtre de Poche-Montparnasse
- 1986 : Brummell à Caen de Bernard Da Costa, mise en scène Paul-Émile Deiber, théâtre de Boulogne-Billancourt
- 1986 : Vieilles Canailles de Philippe Ferran, mise en scène Philippe Ferran, théâtre La Bruyère
- 1986-1987 : Les Brumes de Manchester de Frédéric Dard, mise en scène Robert Hossein, théâtre Marigny puis théâtre de Paris
- 1992 : C’était bien de James Saunders, mise en scène Stéphan Meldegg, théâtre La Bruyère
- 1997 : Petit Théâtre sans importance de Gildas Bourdet, mise en scène de l'auteur, théâtre de la Commune
- 1999 : Les Lunettes d'Elton John d'après David Farr, mise en scène Stéphan Meldegg, théâtre Tristan-Bernard
- 2002 : Phèdre de Racine, mise en scène Jacques Weber, Théâtre national de Nice puis théâtre Déjazet
- 2004 : Quand l'amour s'emmêle d'Anne-Marie Étienne, mise en scène Anne-Marie Étienne, théâtre du Palais-Royal
- 2005 : Célébration d'Harold Pinter, mise en scène Roger Planchon, théâtre du Rond-Point
- 2006 : La Langue de la montagne, Le Temps d'une soirée et Précisément d'Harold Pinter, mise en scène Roger Planchon, théâtre Gobetti (Turin)
- 2007 : La Vérité toute nue de David Lodge, mise en scène Christophe Correia, théâtre Marigny
- 2007-2008 : Les riches reprennent confiance de Louis-Charles Sirjacq, mise en scène Étienne Bierry, théâtre de Poche-Montparnasse
- 2009- 2010 : Ernesto Che Guevarra, la dernière nuit de José Pablo Fienmann, mise en scène Gérard Gelas, théâtre du Chêne noir (Avignon)
- 2011 : Le Crépuscule du Che de José Pablo Feinmann, mise en scène Gérard Gelas, Petit Montparnasse
- 2012 : Onysos le furieux de Laurent Gaudé, mise en scène Emmanuel Besnault, théâtre du Chêne noir (Avignon)
- 2012 : Sixième Solo de Serge Valletti, mise en scène de Sébastien Rajon, théâtre du Chien-qui-fume, (Avignon)
- 2015 : Un cadeau hors du temps de Luciano Nottino, mise en scène Gérard Gélas, théâtre du Chêne noir (Avignon)
- 2017 : L'Amante anglaise de Marguerite Duras, mise en scène Thierry Harcourt, théâtre du Lucernaire

## Filmographie

### Cinéma

#### Longs métrages
- 1975 : L'Homme du fleuve de Jean-Pierre Prévost
- 1977 : La Question de Laurent Heynemann : le lieutenant Lamaze
- 1977 : Plus ça va, moins ça va de Michel Vianey
- 1978 : Les Petits Câlins de Jean-Marie Poiré : le sportif
- 1978 : Tendre Poulet de Philippe de Broca : l'inspecteur Verdier
- 1978 : La Carapate de Gérard Oury : le commissaire Rocheteau
- 1979 : Coup de tête de Jean-Jacques Annaud : le chauffeur du 2e camion
- 1983 : Les Compères de Francis Veber : Verdier
- 1984 : Le Joli Cœur de Francis Perrin : Fixette
- 1984 : Les Ripoux de Claude Zidi : Franck
- 1984 : Le Jumeau d'Yves Robert : Ralph
- 1984 : Poulet au vinaigre de Claude Chabrol : Alexandre Duteil
- 1985 : Bâton Rouge de Rachid Bouchareb : le manager du Fastfood
- 1992 : La Crise de Coline Serreau : monsieur Borin
- 1994 : Lumière noire de Med Hondo
- 1998 : Don Juan de Jacques Weber : un des frères d'Elvire
- 1999 : Aime ton père de Jacob Berger
- 2002 : Une femme de ménage de Claude Berri : Ralph
- 2003 : Fanfan la Tulipe de Gérard Krawczyk : Sergent La Franchise
- 2007 : Contre-enquête de Franck Mancuso : Michel Almade
- 2007 : Asylum d'Olivier Château
- 2008 : La Première Étoile de Lucien Jean-Baptiste : René
- 2009 : G.I. Joe : Le Réveil du Cobra (G.I. Joe: The Rise of Cobra) de Stephen Sommers : l'inquisiteur
- 2010 : L'Arnacœur de Pascal Chaumeil : Van der Becq
- 2012 : Ce que le jour doit à la nuit d'Alexandre Arcady : Jean-Christophe à 70 ans
- 2012 : Comme des frères d'Hugo Gélin : Pierre
- 2012 : Radiostars de Romain Levy : voix-off des jingles de Blast FM
- 2013 : Les Reines du ring de Jean-Marc Rudnicki : Tonio
- 2016 : Dieumerci ! de Lucien Jean-Baptiste : Georges Polito
- 2019 : Salauds de pauvres (film à sketches)

#### Courts métrages
- 2001 : Sing Sinatra de Lionel Michaud
- 2003 : L'Homme de la boîte de Slony Sow
- 2005 : Le Mal de Claire de Nicolas Habas
- 2006 : Santa Closed de Douglas Attal
- 2007 : Tous ensemble de Fouad Benhammou
- 2007 : Occupations de Lars von Trier, dans le film collectif Chacun son cinéma

### Télévision

#### Téléfilms
- 1970 : Au théâtre ce soir : Les Joyeuses Commères de Windsor de William Shakespeare, mise en scène Jacques Fabbri, réalisation Pierre Sabbagh, théâtre Marigny : Fenton
- 1979 : Le Baiser au lépreux d'André Michel : le jeune médecin
- 1995 : Carreau d'as de Laurent Carcélès : Marcelin
- 1996 : Chaudemanche père et fils de Joël Séria : Antoine Chaudemanche
- 2003 : Lagardère d'Henry Helman : Cocardasse
- 2005 : La Légende vraie de la tour Eiffel de Simon Brook : Gustave Eiffel
- 2007 : Le Lien de Denis Malleval : Nathan
- 2007 : Chassé croisé amoureux de Gérard Cuq : Gherbrant
- 2009 : Le jour viendra de Susanne Schneider : Jean-Marc
- 2011 : Un, deux, trois, voleurs de Gilles Mimouni : le père d'Emma

#### Séries télévisées
- 1972 : Schulmeister, l'espion de l'empereur : Pen Rouz
- 1974 : Le Pain noir de Serge Moati : Frédéric
- 1978 : Les Grandes Conjurations, épisode Le Connétable de Bourbon de Jean-Pierre Decourt
- 1980 : Les Chevaux du soleil de François Villiers : Hector Griès
- 1980 : documentaire a TF1 Stravinsky et Diaghilev de Mara Villiers : Jacques Frantz Stravinsky et Diaghilev a Venise
- 1984 : Billet doux de Michel Berny : inspecteur Toulet
- 1987 : Les Cinq Dernières Minutes, épisode Mécomptes d'auteurs de Roger Pigaut
- 1988 : Les Cinq Dernières Minutes, épisode Le Fantôme de la Villette de Roger Pigaut
- 1991 : Commissaire Moulin, épisode L'Ours vert : le chirurgien
- 1994-1995 : Un enfant de trop de Jacob Berger : Maurice
- 1995 : Julie Lescaut, épisode 4, saison 4 : La Fiancée assassinée d'Élisabeth Rappeneau : Martin
- 1999 : Mélissol de Jean-Pierre Igoux : Martin Mélissol
- 2012 : Le Sang de la vignede Aruna Villiers : Philippe Nadaillac
- 2013 : Nicolas Le Floch : Le Crime de l'hôtel Saint-Florentin de Philippe Bérenger : Louis Phélypeaux de Saint Florentin
- 2018 : Les Petits Meurtres d'Agatha Christie : Meurtres en soldes de Didier Bivel : Simon Krepps

## Doublage
Note : Les dates indiquées en italique correspondent aux sorties initiales des films auxquels Jacques Frantz a participé aux redoublages et / ou aux doublages tardifs.

### Cinéma

#### Films
- Robert De Niro dans :
  - Mean Streets (1973[a]) : Johnny Boy
  - Il était une fois en Amérique (1984[b]) : David « Noodles » Aaronson
  - Mission (1986) : Rodrigo Mendoza
  - Les Incorruptibles (1987) : Al Capone
  - Midnight Run (1988) : Jack Walsh
  - Nous ne sommes pas des anges (1989) : Ned
  - Les Affranchis (1990) : Jimmy Conway
  - L'Éveil (1990) : Leonard Lowe
  - Stanley et Iris (1990) : Stanley Cox
  - Backdraft (1991) : inspecteur-capitaine Donald Rimgale
  - La Liste noire (1991) : David Merrill
  - Les Nerfs à vif (1991) : Max Cady
  - Hollywood Mistress (1992) : Evan M. Wright
  - La Loi de la nuit (1992) : Harry Fabian
  - Mad Dog and Glory (1993) : Wayne « Mad Dog » Dobie
  - Blessures secrètes (1993) : Dwight Hansen
  - Il était une fois le Bronx (1993) : Lorenzo Anello
  - Casino (1995) : Samuel Rothstein
  - Heat (1995) : Neil McCauley
  - Le Fan (1996) : Gil Renard
  - Sleepers (1996) : père Bobby
  - Simples Secrets (1996) : docteur Wally
  - Copland (1997) : lieutenant Moe Tilden
  - Des hommes d'influence (1997) : Conrad Brean
  - De grandes espérances (1998) : Arthur Lustig
  - Ronin (1998) : Sam
  - Mafia Blues (1999) : Paul Vitti
  - Personne n'est parfait(e) (1999) : Walt Koontz
  - Les Aventures de Rocky et Bullwinkle (2000) : Chef Sans-Peur
  - Mon beau-père et moi (2000) : Jack Byrnes
  - Les Chemins de la dignité (2000) : Leslie W. Sunday
  - 15 minutes (2001) : Eddie Fleming
  - The Score (2001) : Nick Wells
  - Showtime (2002) : Mitch Preston
  - Père et flic (2002) : Vincent LaMarca
  - Mafia Blues 2 : la Rechute ! (2002) : Paul Vitti
  - Godsend, expérience interdite (2004) : Richard Wells
  - Mon beau-père, mes parents et moi (2004) : Jack Byrnes
  - Le Pont du roi Saint-Louis (2004) : l'archevêque de Lima
  - Trouble Jeu (2005) : David Callaway
  - Raisons d'État (2006) : Bill Sullivan
  - Stardust, le mystère de l'étoile (2007) : capitaine Shakespeare
  - Panique à Hollywood (2008) : Ben
  - La Loi et l'Ordre (2008) : Turk
  - Mon beau-père et nous (2010) : Jack Byrnes
  - Machete (2010) : John McLaughlin
  - Stone (2010) : Jack Mabry
  - Limitless (2011) : Carl Van Loon
  - L'amour a ses raisons (2011) : Adrian
  - Killer Elite (2011) : Hunter
  - Happy New Year (2011) : Stan Harris
  - Monsieur Flynn (2012) : Jonathan Flynn
  - Red Lights (2012) : Simon Silver
  - Unités d'élite (2012) : Joe Sarcone
  - Happiness Therapy (2012) : Pat Solitano Sr.
  - Face à face (2013) : Benjamin Ford
  - Last Vegas (2013) : Patrick « Paddy » Connors
  - American Bluff (2013) : Victor Tellegio
  - Match retour (2013) : Billy « The Kid » McDonnen
  - The Bag Man (2014) : Dragna
  - Le Nouveau Stagiaire (2015) : Ben Whittaker
  - Bus 657 (2015) : Francis « The Pope » Silva
  - Joy (2015) : Rudy Mangano
  - Dirty Papy (2016) : Dick Kelly
  - Joker (2019) : Murray Franklin
  - The Irishman (2019) : Frank Sheeran
  - Mon grand-père et moi (2020) : Ed

- Mel Gibson dans :
  - Mad Max 3 : Au-delà du dôme du tonnerre (1985) : Max Rockatansky
  - L'Arme fatale (1987) : Martin Riggs
  - Tequila Sunrise (1988) : Dale McKussic
  - L'Arme fatale 2 (1989) : Martin Riggs
  - Hamlet (1990) : Hamlet
  - Air America (1990) : Gene Ryack
  - Comme un oiseau sur la branche (1990) : Rick Jarmin
  - L'Arme fatale 3 (1992) : Martin Riggs
  - Forever Young (1992) : Daniel McCormick
  - L'Homme sans visage (1993) : Justin McLeod
  - Maverick (1994) : Bret Maverick
  - Braveheart (1995) : William Wallace
  - La Rançon (1996) : Tom Mullen
  - Complots (1997) : Jerry Fletcher
  - Le Mystère des fées : Une histoire vraie (1997) : Le père de Frances
  - L'Arme fatale 4 (1998) : Martin Riggs
  - Payback (1999) : Porter
  - The Million Dollar Hotel (2000) : L'agent Skinner
  - The Patriot : Le Chemin de la liberté (2000) : Benjamin Martin
  - Ce que veulent les femmes (2001) : Nick Marshall
  - Signes (2002) : Graham Hess
  - Nous étions soldats  (2002) : Hal Moore
  - The Singing Detective (2003) : Dr Gibbon
  - Hors de contrôle (2010) : Thomas Craven
  - Le Complexe du castor (2011) : Walter Black
  - Get the Gringo (2012) : le chauffeur
  - Machete Kills (2013) : Luther Voz
  - Expendables 3 (2014) : Conrad Stonebanks
  - Blood Father (2016) : John Link
  - Very Bad Dads 2 (2017) : Kurt Mayron
  - Traîné sur le bitume (2018) : Brett Ridgeman
  - Fatman (2020) : Chris Cringle, le Père Noël
  - Force of Nature (2020) : Ray
  - Boss Level (2021) : le colonel Clive Ventor

- John Goodman dans :
  - Mélodie pour un meurtre (1989) : Sherman
  - Always (1989) : Al Yackey
  - Arachnophobie (1990) : Delbert McClintock
  - King Ralph (1991) : Ralph Hampton Gainesworth Jones
  - La Famille Pierrafeu (1994) : Fred Pierrafeu
  - Blues Brothers 2000 (1998) : Mighty Mack McTeer
  - Le Témoin du mal (1998) : Jonesy
  - De quelle planète viens-tu ? (2000) : Roland Jones
  - Divine mais dangereuse (2001) : Détective Dehling
  - Death Sentence (2007) : Bones Darley
  - Evan tout-puissant (2007) : le député Chuck Long
  - Speed Racer (2008) : Pops Racer
  - Dans la brume électrique (2009) : Julius Balboni
  - Confessions d'une accro du shopping (2009) : Graham Bloomwood
  - Red State (2011) : Keenan
  - Extrêmement fort et incroyablement près (2012) : Stan, le portier
  - Moi, député (2012) : Député Scott Talley
  - Argo (2012) : John Chambers
  - Une nouvelle chance (2012) : Pete Klein
  - Flight (2012) : Harling Mays
  - Inside Llewyn Davis (2013) : Roland Turner
  - The Monuments Men (2014) : Walter Garfield
  - The Gambler (2015) : Frank
  - 10 Cloverfield Lane (2016) : Howard Stambler
  - Traque à Boston (2016) : commissaire Edward F. Davis
  - Kong: Skull Island (2017) : William « Bill » Randa
  - L.A. Rush (2017) : Dave
  - Atomic Blonde (2017) : Emmet Kurzfeld
  - Captive State (2019) : William Mulligan

- Nick Nolte dans :
  - Contre-enquête (1989) : Capitaine Michael Brennan
  - Le Prince des marées (1991) : Tom Wingo
  - Blue Chips (1994) : Pete Bell
  - La Petite Star (1994) : Matt Hobbs
  - Les Hommes de l'ombre (1996) : Max Hoover
  - U-Turn (1997) : Jake McKenna
  - La Ligne rouge (1998) : le lieutenant-colonel Storm
  - Trixie (2000) : Sénateur Drummond Alvery
  - L'Homme de la Riviera (2003) : Bob Montagnet
  - Northfork (2004) : Père Harlan
  - Hôtel Rwanda (2005) : Colonel Oliver
  - My Own Love Song (2010) : Caldwell
  - Gangster Squad (2013) : Le chef Bill Parker
  - Parker (2013) : Hurley
  - Mensonges et faux semblants (2013) : Bridges
  - The Ridiculous 6 (2015) : Frank Stockburn
  - Randonneurs amateurs (2015) : Stephen Katz
  - Du miel plein la tête (2018) : Amadeus

- Steve Martin dans :
  - L'Homme aux deux cerveaux (1983) : Dr Michael Hfuhruhurr
  - Roxanne (1987) : C. D. Bales
  - Portrait craché d'une famille modèle (1989) : Gil Buckman
  - L.A. Story (1991) : Harris K. Telemacher
  - Le père de la mariée (1991) : George Banks
  - En toute bonne foi (1992) : Jonas Nightengale
  - Fais comme chez toi ! (1992) : Newton Davis
  - Sergent Bilko (1996) : Ernest G. Bilko
  - Bowfinger, roi d'Hollywood (1999) : Bobby Bowfinger
  - Fantasia 2000 (1999) : Lui-même
  - Bronx à Bel-Air (2003) : Peter Sanderson
  - Treize à la douzaine (2004) : Tom Baker

- Stellan Skarsgård dans :
  - D'un rêve à l'autre (2000) : William Granther
  - Taking Sides : Le Cas Furtwängler (2002) : Wilhelm Furtwängler
  - Le Roi Arthur (2004) : Cerdic de Wessex
  - Beowulf, la légende viking (2005) : Hrothgar
  - WΔZ (2007) : Eddie Argo
  - Anges et Démons (2009) : Richter
  - Frankie et Alice (2010) : Dr Oz
  - Thor (2011) : Dr Erik Selvig
  - Avengers (2012) : Dr Erik Selvig
  - Thor : Le Monde des ténèbres (2013) : Dr Erik Selvig
  - Les Voies du destin (2013) : Finlay
  - Avengers : L'Ère d'Ultron (2015) : Dr Erik Selvig

- Tom Berenger dans :
  - La Main droite du diable (1988) : Gary Simmons
  - Sniper, tireur d'élite (1993) : le sergent Thomas Beckett
  - Sliver (1993) : Jack Landsford
  - Le Dernier Cheyenne (1995) : Lewis Gates
  - Cybertraque (2000) : McCoy Rollins
  - Training Day (2001) : Stan Gursky
  - Compte à rebours mortel (2002) : Hank
  - Inception (2010) : Browning
  - Faster (2010) : le directeur de la prison
  - Quad (2020) : Jerry Niskar

- Kevin McNally dans :
  - Rouge à lèvres et arme à feu (2001) : Le major Mason
  - Pirates des Caraïbes : La Malédiction du Black Pearl (2003) : Joshamee Gibbs
  - Pirates des Caraïbes : Le Secret du coffre maudit (2006) : Joshamee Gibbs
  - Pirates des Caraïbes : Jusqu'au bout du monde (2007) : Joshamee Gibbs
  - Walkyrie (2009) : Carl Friedrich Goerdeler
  - Pirates des Caraïbes : La Fontaine de Jouvence (2011) : Joshamee Gibbs
  - L'Ombre du mal (2012) : Maddux
  - Pirates des Caraïbes : La Vengeance de Salazar (2017) : Joshamee Gibbs

- Jeff Bridges dans :
  - Contre toute attente (1984) : Terry Brogan
  - À double tranchant (1985) : Jack Forrester
  - Pur Sang, la légende de Seabiscuit (2003) : Charles Howard
  - Stick It (2006) : Burt Vickerman
  - Sale temps à l'hôtel El Royale (2018) : Dock O'Kelly / le Père Daniel Flynn
  - Spider-Man: Far From Home (2019) : Obadiah Stane / Iron Monger

- Brian Cox dans :
  - Adaptation (2003) : Robert McKee
  - La 25e Heure (2003) : James Brogan
  - Match Point (2005) : Alec Hewett
  - Courir avec des ciseaux (2007) : Dr Finch
  - Ennemis jurés (2011) : Menenius
  - Churchill (2017) : Winston Churchill

- Peter Cullen dans :
  - Transformers (2007) : Optimus Prime (voix)
  - Transformers 2 : La Revanche (2009) : Optimus Prime (voix)
  - Transformers 3 : La Face cachée de la Lune (2011) : Optimus Prime (voix)
  - Transformers : L'Âge de l'extinction (2014) : Optimus Prime (voix)
  - Transformers: The Last Knight (2017) : Optimus Prime (voix)
  - Bumblebee (2018) : Optimus Prime (voix)

- Sam Neill dans :
  - Possession (1981) : Mark
  - Enigma (1982) : Dimitri Vasilkov
  - Le Sang des autres (1984) : Dieter Bergman
  - Le Don du roi (1996) : le roi Charles II

- John Candy dans :
  - Toujours prêts (1985) : Tom Tuttle
  - Comment claquer un million de dollars par jour (1985) : Spike Nolan
  - La Petite boutique des horreurs (1986) : Wink Wilkinson
  - JFK (1991) : Dean Andrews

- James Belushi dans :
  - Filofax (1990) : Jimmy Dworski
  - Monsieur Destinée (1990) : Larry Joseph Burrows
  - Traces de sang (1992) : Jack Dobson
  - Super papa (2001) : Chuck Scarett

- Ron Perlman dans :
  - La Nuit déchirée (1992) : Ira Soames
  - Hellboy (2004) : Hellboy
  - Hellboy 2 : Les Légions d'or maudites (2008) : Hellboy
  - 13 Sins (2014) : lieutenant Chilcoat

- Michael Madsen dans :
  - Meurs un autre jour (2002) : Falco
  - Blueberry, l'expérience secrète (2004) : Wallace Sebastian Blount
  - Les Huit Salopards (2016) : Joe Gage / Le Cowboy
  - Once Upon a Time… in Hollywood (2019) : le shérif Hackett dans la série « Bounty Law »

- J. T. Walsh dans :
  - Les Filous (1987) : Wing
  - Nixon (1995) : John Ehrlichman
  - Sling Blade (1996) : Charles Bushman

- Ted Danson dans :
  - Trois Hommes et un bébé (1987) : Jack Holden
  - Tels pères, telle fille (1990) : Jack Holden
  - Rends la monnaie, papa (1994) : Ray

- Ed Harris dans :
  - Abyss (1989) : Bud Brigman
  - Les Anges de la nuit (1991) : Frankie Flannery
  - La Couleur du mensonge (2003) : Lester Farley

- Mike Starr dans :
  - Billy Bathgate (1991) : Julie Martin
  - Ed Wood (1994) : Georgie Weiss
  - Summer of Sam (1999) : Eddie

- Joe Dallesandro dans :
  - Chair pour Frankenstein (1973) : Nicholas, paysan, puis valet de la Baronne Katrin Frankenstein
  - Du sang pour Dracula (1974) : Mario Balato, le jardinier

- Gerrit Graham dans :
  - La Petite (1978) : Highpockets
  - Chucky, la poupée de sang (1990) : Phil Simpson

- William Hootkins dans :
  - Ouragan sur l'eau plate (1985) : Ben
  - Batman (1989) : le lieutenant Max Eckhardt

- Jeffrey Jones dans : 
  - Transylvania 6-5000 (1985) : Lepescu
  - Docteur Dolittle 2 (2001) : Joseph Potter

- Dolph Lundgren dans :
  - Rocky 4 (1985) : Ivan Drago
  - Creed 2 (2018) : Ivan Drago

- Peter Van Norden (en) dans :
  - Les Accusés (1988) : Paulsen
  - Y a-t-il un flic pour sauver le président ? (1991) : John Sununu

- Mickey Rourke dans :
  - La Maison des otages (1990) : Michael Bosworth
  - Double Team (1997) : Stavros

- Alfred Molina dans :
  - Jamais sans ma fille  (1991) : Bozorg Mahmoody
  - Le Poids du déshonneur (1996) : Panos Demeris

- Tom Waits dans :
  - The Fisher King : Le Roi pêcheur (1991) : Le SDF paraplégique
  - Mystery Men (1999) : Dr Heller

- Gary Busey dans :
  - Point Break (1991) : Agent du FBI Angelo Pappas
  - Entourage (2015) : lui-même (caméo)

- Danny Aiello dans :
  - Deux Jours à Los Angeles (1995) : Cosmo Pizzo
  - Two Much (1996) : Gene

- Geoffrey Rush dans :
  - Quills, la plume et le sang (2000) : Marquis de Sade
  - Green Lantern (2011) : Tomar-Re

- Jim Broadbent dans :
  - Moulin Rouge ! (2001) : Harold Zidler
  - Nicholas Nickleby (2002) : Wackford Squeers

- David Gasman dans :
  - Arthur et la Vengeance de Maltazard (2009) : le roi des Minimoys (voix)
  - Arthur et la Guerre des deux mondes (2010) : le roi des Minimoys (voix)

- Robbie Coltrane dans :
  - Mona Lisa (1986) : Thomas
  - Mettons les voiles (1990) : Charlie McManus

Mais aussi :
- 1949[8] : Les Désemparés : Nagel (Roy Roberts)
- 1956 : Le Shérif : Pike (Ken Clark)
- 1970[8] : WUSA : Noonan (Robert Quarry (en))
- 1975 : Sartre par lui-même : voix du récitant (court métrage)
- 1976 : Le Messie : Jésus (Pier Maria Rossi)
- 1978 : The Big Fix : Nicholas Spitzler (Nicolas Coster)
- 1980 : Le Saut dans le vide : Giovanni Sciabola (Michele Placido)
- 1981 : La Chèvre : Júan Larbal (Jorge Luke)
- 1981 : La Salamandre : Colonel Dante Matucci (Franco Nero)
- 1981 : La Maîtresse du lieutenant français : Charles Henry Smithson / Mike (Jeremy Irons)
- 1983 : L'Esprit d'équipe : Nickerson (Craig T. Nelson)
- 1984 : Il était une fois en Amérique : Le premier gangster interrogeant Eve et Moe[Qui ?] (1er doublage)
- 1984 : L'Élément du crime : Kramer (Jerold Wells)
- 1984 : Falling in Love d'Ulu Grosbard : Ed Lasky (Harvey Keitel)
- 1984[c] : Birdy : M. Columbato (Sandy Baron)
- 1985 : Rambo 2 : La Mission : Ericson (Martin Kove)
- 1985 : Commando : Wes Bennett (Vernon Wells)
- 1985 : Silverado : Ethan McKendrick (Ray Baker)
- 1985 : Fool for Love : Martin (Randy Quaid)
- 1986 : Hannah et ses sœurs : Dr Wilkes (Richard Jenkins)
- 1986 : Nuit de noce chez les fantômes : Un policier (R.J. Bell)
- 1986 : Club Paradis : Jack Moniker (Robin Williams)
- 1986 : Comme un chien enragé : le barman (Marshall Fallwell Jr.)
- 1986 : Howard... une nouvelle race de héros : lieutenant Welker (Paul Guilfoyle)
- 1986 : Commando Cobra : Roger Carson (Christopher Connelly)
- 1987 : Suspect dangereux : Eddie Sanger (Dennis Quaid)
- 1987 : Les Sorcières d'Eastwick : Walter Neff (Keith Jocim)
- 1987 : Predator : Blain Cooper (Jesse Ventura)
- 1987 : La Folle Histoire de l'espace : le colonel Saint Cyr (George Wyner)
- 1988 : Appelez-moi Johnny 5 : Fred Ritter (Michael McKean)
- 1988 : Le Grand Bleu : Dr Laurence (Paul Shenar)
- 1988 : Portés disparus 3 : Mik (Ron Barker)
- 1988 : L'Insoutenable Légèreté de l'être : Franz (Derek de Lint)
- 1989 : Indiana Jones et la Dernière Croisade : Sallah (John Rhys-Davies)
- 1989 : Glory : le sergent major Mulcahy (John Finn)
- 1989 : She-Devil, la diable : Bob (Ed Begley Jr)
- 1989 : Black Rain : Oliver (John Spencer)
- 1989 : Young Guns : Pat Garrett (Patrick Wayne)
- 1990 : Bons Baisers d'Hollywood : Ted (JD Souther)
- 1990 : Young Guns 2 : Pat Garrett (William Petersen)
- 1990 : Fenêtre sur Pacifique : Policier (Guy Boyd)
- 1990 : Chasseur blanc, cœur noir : Hodkins (Timothy Spall)
- 1990 : Le Bûcher des vanités : Ray Andruitti (Louis Gambialvo)
- 1990 : Navy Seals, les meilleurs : Capitaine Dunne (Ronald G. Joseph)
- 1990 : La Maison Russie : Bob, l'agent de la CIA (Mac McDonald)
- 1990 : Gremlins 2 : La Nouvelle Génération : le serveur du restaurant canadien ( ? )
- 1990 : Deux Flics à Downtown : Mickey Witlin (Rick Aiello)
- 1991 : Sacré sale gosse : Dutch Dooley (Ed O'Neill)
- 1991 : The Doors : Paul A. Rothchild (Michael Wincott)
- 1991 : Le Dernier Samaritain : Chet (Kim Coates)
- 1992 : Jeux de guerre : Kevin O'Donnell (Patrick Bergin)
- 1992 : Face à face : Andy Wagner (Daniel Baldwin)
- 1992 : Fortress : Stiggs (Tom Towles)
- 1992 : Light Sleeper : John LeTour (Willem Dafoe)
- 1992 : Un privé en escarpins : Murray Rierson (Jay O. Sanders)
- 1992 : 1492 : Christophe Colomb : Luis De Santangel (Frank Langella)
- 1992 : Mr. Baseball : Jack Elliot (Tom Selleck)
- 1992 : Sister Act : Inspecteur Tate (Guy Boyd)
- 1993 : Les Aventures de Huckleberry Finn : le colonel Grangerford (Richard Anders)
- 1993 : Cliffhanger : Traque au sommet : Walter Wright (Paul Winfield)
- 1993 : La Firme : Ray McDeere (David Strathairn)
- 1993 : Sacré Robin des Bois : le prince Jean (Richard Lewis)
- 1993 : Le Prince des rivières : Noel Lord (Rip Torn)
- 1994 : Absolom 2022 : Marek (Stuart Wilson)
- 1994 : The Mask : Niko (Orestes Matacena)
- 1995 : Underground : Petar « Blacky » Popara (Lazar Ristovski)
- 1995 : Power Rangers, le film : Ivan Ooze (Paul Freeman)
- 1995 : Le Maître des illusions : Nix (Daniel von Bargen)
- 1995 : Leaving Las Vegas : le barman (Julian Lennon)
- 1995 : Groom Service : Siegfried (David Proval)
- 1996 : Le Loup-garou : Noel (Richard Lynch)
- 1996 : Independence Day : Marty Gilbert (Harvey Fierstein)
- 1996 : Mad Dogs : Ben London (Gabriel Byrne)
- 1997 : Les Ailes de l'enfer : Duncan Malloy (Colm Meaney)
- 1998 : Meet the Deedles : Frank Slater (Dennis Hopper)
- 1998 : Arnaques, Crimes et Botanique : Dog (Frank Harper)
- 1999 : Galaxy Quest : Jason Nesmith (Tim Allen)
- 1999 : Une nuit en enfer 2 : Le Prix du sang : Luther (Duane Whitaker)
- 1999 : Dans la peau de John Malkovich : la voix off du documentaire sur John Malkovich
- 2000 : Shanghai Kid : Nathan Van Cleef (Xander Berkeley)
- 2000 : Presque célèbre : Lester Bangs (Philip Seymour Hoffman)
- 2000 : Bootmen : Gary (Richard Carter)
- 2001 : Stalingrad : Nikita Khrouchtchev (Bob Hoskins)
- 2002 : Autour de Lucy : Bobby (Anthony LaPaglia)
- 2002 : Hyper Noël : Fée des dents (Art LaFleur)
- 2002 : Un nouveau Russe : Chmakov (Andreï Krasko)
- 2003 : La Ligue des gentlemen extraordinaires : Toby (Ewart James Walters)
- 2004 : Bienvenue à Mooseport : Avery Hightower (Edward Herrmann)
- 2004 : Moi, Peter Sellers : Maurice Woodruff (Stephen Fry)
- 2006 : Even Money : détective Brunner (Kelsey Grammer)
- 2006 : Big Mamma 2 : Crawford (Dan Lauria)
- 2007 : Boulevard de la mort : Stuntman Mike (Kurt Russell)
- 2009 : Le Concert : Aleksander Abramovitch Grossman (Dmitri Nazarov)
- 2013[d] : Art of the Steal : ? ( ? )
- 2016 : The Birth of a Nation : le révérend Walthall (Mark Boone Junior)
- 2017 : Dead in Tombstone : Le Pacte du Diable : Jeremiah (John Tierney)

#### Films d'animation
- 1950[e] : Cendrillon : Gus (2e doublage)
- 1962[f] : Chat, c'est Paris : le narrateur / le chien
- 1979[g] : Le Château de Cagliostro : le comte de Cagliostro
- 1988[h] : Le Petit Dinosaure et la Vallée des merveilles : Le père de Céra
- 1989 : Charlie, mon héros : Gratouille
- 1990 : Le Prince Casse-Noisette : le Roi des souris
- 1994 : Le Petit Dinosaure : Petit-Pied et son nouvel ami : le père de Céra / le narrateur
- 1995 : Pocahontas : un garde
- 1995 : Toy Story : Requin
- 1996 : Charlie 2 : Gratouille
- 1996 : Aladdin et le Roi des voleurs : Cassim
- 1998 : Le Petit Dinosaure : La Légende du mont Saurus : le père de Céra
- 1999 : Toy Story 2 : Al McWhiggin
- 2000 : La Route d'Eldorado : le chef
- 2000 : Kuzco, l'empereur mégalo : Pacha
- 2000 : La Petite Sirène 2 : Retour à l'océan : Mordicus
- 2000 : Titan A.E. : Sam Tucker
- 2000 : Le Petit Dinosaure : La Légende du mont Saurus : le père de Céra
- 2001 : Monstres et Cie : Sulli
- 2001 : La Belle et le Clochard 2 : L'Appel de la rue : Caïd
- 2001 : Jimmy Neutron : Un garçon génial : Roi Goobot
- 2001 : Le Petit Dinosaure : La Pluie d'étoiles glacées : le père de Céra
- 2002 : La Nouvelle Voiture de Bob: Sulli
- 2002 : Cendrillon 2 : Une vie de princesse : Gus
- 2002 : La Planète au trésor : Un nouvel univers : John Silver
- 2004 : Gang de requins : Don Lino
- 2004 : La ferme se rebelle : Alameda Slim
- 2004 : Mulan 2 : Seigneur Chin
- 2005 : Kuzco 2 : King Kronk : Pacha
- 2005 : Le Petit Dinosaure : L'Invasion des Minisaurus : le père de Céra
- 2006 : Astérix et les Vikings : Obélix
- 2006 : Cars : Sulli (parodié en automobile)
- 2006 : Le Petit Dinosaure : Le Jour du grand envol : Topsy
- 2006 : Arthur et les Minimoys : le roi des Minimoys
- 2007 : Bienvenue chez les Robinson : une grenouille
- 2007 : Le Sortilège de Cendrillon : Gus
- 2007 : Tous à l'Ouest : le chef indien Loup Cinglé
- 2008 : Les Aventures de Impy le Dinosaure : Solomon
- 2009 : Le Monde merveilleux d'Impy : Solomon
- 2010 : La Princesse et la Grenouille : Eli « Big Daddy » LeBoeuf
- 2012 : Rebelle : Fergus
- 2012 : L'Étrange Pouvoir de Norman : M. Prenderghast
- 2012 : Niko, le petit renne 2 : Boss
- 2014 : Rio 2 : Big Boss
- 2014 : Les Sept Nains : Bernie
- 2015 : En route ! : Smek
- 2015 : Georges le petit curieux 3 : Retour à la jungle : Hal Houston
- 2018 : Tad et le Secret du roi Midas : Le collaborateur de Tad

#### Court métrage
- Décadence de Harris Studio[9] (création de voix)

### Télévision

#### Téléfilms
- Tom Selleck dans :
  - Preuves d'innocence (2004) : Larry Starczek
  - Ike. Opération Overlord (2004) : Dwight D. Eisenhower
  - Jesse Stone (2005-2015) : Jesse Stone (9 téléfilms)
- Fred Ward dans :
  - Au risque de te perdre (1997) : Dave Reimuller
  - Magnitude 10,5 (2005) : Roy Nolan
- John Goodman dans :
  - Où est passé le Père Noël ? (2006) : le Père Noël
  - La Vérité sur Jack (2010) : Neal Nicol
- 1990 : Le grand tremblement de terre de Los Angeles : Steve Winslow (Dan Lauria)
- 1994 : Le labyrinthe des sentiments : professeur Spencer Jones (James Brolin)
- 2004 : Un amour dans la tourmente : George Gazelle (Ted Danson)
- 2007 : Diana : À la recherche de la vérité : Charles Davis (Kevin McNally)
- 2012 : Carta a Eva : Juan Perón (Héctor Colomé)
- 2014 : Haute Trahison : Franz Josef Strauß (Francis Fulton-Smith)
- 2015 : The Leisure Class : Edward (Bruce Davison)
- 2017 : The Wizard of Lies : Bernard Madoff (Robert De Niro)
- 2019 : Deadwood, le film : Al Swearengen (Ian McShane)

#### Séries télévisées
- John Goodman dans :
  - Un agent très secret (1999) : Michael Wiseman
  - À la Maison-Blanche (2003) : Président Glenallen Walken
  - Treme (2010) : Creighton « Cray » Bernette
  - Damages (2011) : Howard Erickson
  - Black Earth Rising (en) (2018) : Michael Ennis
- Tom Selleck dans :
  - Boston Justice (2006-2007) : Ivan Tiggs
  - Las Vegas (2007-2008) : A.J. Cooper
  - Blue Bloods (2010-2020) : Francis « Frank » Reagan (1re voix)
- Nick Nolte dans :
  - Luck (2012) : Walter Smith
  - The Mandalorian (2019) : Kuiil (voix)
- John Doman dans :
  - Berlin Station (2017) : Richard Hanes
  - The Boys (2019-2020) : Jonah Vogelbaum
- 1982 : Les Bleus et les Gris : Lester Bedell (Gregg Henry)
- 1990-1991 : Force de frappe : Luke Brenner (Stephen Shellen)
- 2004 : Agence Matrix : Ray Miller (Leon Russom)
- 2004-2005 : Les Sauvages : Steve Cox (Mel Gibson)
- 2004-2007 : Entourage : lui-même (Gary Busey)
- 2005 : Into The West : le colonel Chivington (Tom Berenger)
- 2005 : Trafic d'innocence : Tommy (Vlasta Vrana)
- 2006 : Deadwood : Al Swearengen (Ian McShane) (2e voix, 3e saison)
- 2006 : Day Break : Nick Vukovic (Jim Beaver)
- 2009-2010 : Cold Case : Affaires classées : Moe Kitchener (Daniel Baldwin)
- 2011 : 30 Rock : Lui-même (Robert De Niro)
- 2011 : Dr House : Cyrus Harry (Donal Logue)
- 2012-2013 : Boardwalk Empire : Gaston Means (Stephen Root)
- 2013 : La Bible : le narrateur (Keith David)
- 2014-2018 : Once Upon a Time : l'apprenti (Timothy Webber)
- 2015 : Show Me a Hero : Angelo Martinelli (James Belushi) (mini-série)
- 2015 : The Slap : Manolis Apostolou (Brian Cox)
- 2015-2017 : Jordskott : Pekka Koljonen (Johannes Brost)
- 2016 : Vinyl : Vince Finestra (David Proval)
- 2017 : Quantico : Henry Roarke (Dennis Boutsikaris)
- 2018 : La Vérité sur l'affaire Harry Quebert : Roy, l'éditeur de Marcus Goldman (Ron Perlman)
- 2018 : Dr Harrow : Jack Twine (Tony Barry)
- 2019 : Vikings : le roi Olaf « le Gros » (Steven Berkoff)

#### Séries d'animation
- 1968-1969 : Les Aventures de Batman : le maharadjah
- 1973-1985 : Le Plein de super : Superman (2e voix) / Bizarro
- 1977 : Les Nouvelles Aventures de Batman : M. Frisson
- 1990 : Raconte-moi une histoire : le chat botté
- 1997 : Blake et Mortimer : narrateur des résumés
- 1998-2000 : Timon et Pumbaa : voix additionnelles
- 1999 : Les Simpson : Mel Gibson
- 2004 : Moi Willy, fils de rock star : Papy (saison 2, épisode 12)
- 2008-2009 : Rahan : Mogo

#### Documentaires
- 1998 : Les Splendeurs naturelles d'Afrique
- 2002 : Expedition: Bismarck : narration
- 2004 : La Tempête du siècle de Jean-François Delassus : narration
- 2005 : 11 septembre : à bord du 1er vol, épisode de Zero Hour : narration
- 2005 : Brûlez Rome ! : narration
- 2006 : Opération survie : Nuage mortel sur Tchernobyl, docu-fiction de la BBC
- 2006 : Planète Terre, série documentaire de la BBC : narration
- 2008 : La Révolution de la Terre, documentaire de Lars Becker-Larsen (da) : narration
- narrateur de Infrarouge sur France 2
- 2010 : Histoire des services secrets français de David Korn-Brzoza : narration
- 2012 : Auschwitz, une histoire tragique et complexe de David Bonnefoy : narration
- 2012 : Français par le sang versé de Marcela Feraru : narration
- 2012 : La Nouvelle-Zelande, un paradis sur terre de Bruce Morisson, 5 épisodes : narration
- 2013 : L'Allemagne sauvage : Le Danube de Jurgen Eichinger : narration
- 2014 : L'Allemagne au fil de l'eau : Des Alpes au Rhin de Matthias Kopfmüller et Gary Krosnoff : narration
- 2014 : L'Allemagne au fil de l'eau : Du Harz à la mer du Nord de Matthias Kopfmüller et Gary Krosnoff : narration
- 2015 : L'Allemagne sauvage : Le Lac de Constance de Jens-Uwe Heins : narration
- 2015 : L'Allemagne sauvage : Le Spessart et la forêt de Steiger de Marion Pollmann : narration
- 2015 : L'Allemagne sauvage : Les préalpes bavaroises de Marion Pollmann : narration
- 2015 : L'Allemagne sauvage : Voyage aux sommets de Jurgen Eichinger : narration
- 2016 : L'Allemagne sauvage : L’Isar, la dernière rivière indomptée de Jürgen Eichinger : narration
- 2016 : L'Allemagne sauvage : La Rhön, en Thuringe de Heribert Schöller : narration
- 2016 : L'Allemagne sauvage : La Chiemsee, la mer bavaroise de Jan Haft : narration
- 2018 : L'Allemagne sauvage : Les monts Métallifères de Uwe Muller : narration
- 2019 : Notre planète : narration

### Jeux vidéo
- 1996 : Tomb Raider 2 : Marco Bartoli, Frère Chan
- 1998 : Driver : Tanner
- 2001 : Kuzco, l'empereur mégalo : Pacha
- 2002 : La Planète au trésor : La Bataille de Procyon : John Silver
- 2002 : Monstres et Cie : Sulli
- 2002 : Monstres et Cie : L'Île de l'épouvante : Sulli
- 2006 : Pirates des Caraïbes : La Légende de Jack Sparrow : Joshamee Gibbs
- 2007 : Astérix aux Jeux olympiques : Obélix
- 2018 : Lego Les Indestructibles : Sulli

### Direction artistique
Films
- 1995 : Leaving Las Vegas

## Spectacle
- 2016 : L'Attaque du Train avec Charlie le Spectacle de la Mer de Sable

## Publicités
- Robert De Niro dans :
  - American Express (2005)
  - Kia Niro (2019)

## Radio
- Voix off de Fun Radio en 2003 pour l'émission PlanetArthur, Nostalgie de octobre 2013 à mars 2016.
- Voix antenne de Alouette de 2004 à 2014.

## Livres audio
Œuvres de Stephen King
- Série La Tour sombre :
  - 1991 : Le Pistolero
  - 1991 : Les Trois Cartes
  - 1992 : Terres perdues
  - 1998 : Magie et Cristal

Œuvres de C. J. Box
- 2006 : Détonations rapprochées — (BNF 40224669)
- 2008 : La Mort au fond du canyon - (BNF 41354099)
- 2008 : Winterkill — (BNF 41362981)

Œuvres de Virginie Despentes
- 2015 : Vernon Subutex, 1
- 2015 : Vernon Subutex, 2
- 2017 : Vernon Subutex, 3

Œuvres de Fred Vargas
- 2006 : L'Homme à l'envers — (BNF 40184474)
- 2006 : L'Homme aux cercles bleus — (BNF 40184471)
- 2015 : Salut et Liberté (éditions Audiolib)
- 2015 : Coule la Seine (éditions Audiolib)
- 2015 : La Nuit des brutes (éditions Audiolib)
- 2015 : Cinq francs pièce (éditions Audiolib)

Œuvres de Jean-Paul Dubois
- 2006 : Hommes entre eux — (BNF 41162530)

Œuvres de Thomas Bernhard
- 2007 : Simplement compliqué — (BNF 41128200)

Œuvres de Craig Johnson
Série Walt Longmire
- 2014 : Little Bird
- 2016 : Le Camp des morts
- 2017 : L'Indien blanc
- 2018 : Enfants de poussière

Œuvres de Emmanuel Carrère
- 2011 : Limonov

Œuvres d'Arturo Pérez-Reverte
- 2014 : Le Tango de la vieille garde (éditions Sixtrid)

Œuvres de Pierre Lemaitre
- 2015 : Travail soigné (éditions Audiolib)
- 2020 : Sacrifice (éditions Audiolib)

Œuvres de Bruce Springsteen
- 2017 : Born to Run (éditions Audiolib)

## Distinctions
- Molières 2008 : Nomination au Molière du comédien pour Les Riches reprennent confiance